# Leucania subrubrescens
Leucania subrubrescens är en fjärilsart som beskrevs av W. Warren 1915. Leucania subrubrescens ingår i släktet Leucania och familjen nattflyn. Inga underarter finns listade i Catalogue of Life.